# Quasillina translucida
Espèce
Quasillina translucida est une espèce d'éponges de la famille des Polymastiidae.

## Distribution
L'espèce est décrite des îles Galápagos, dans l'Océan Pacifique.

## Taxinomie
L'espèce Quasillina translucida est décrite en 1997 par Ruth Desqueyroux-Faúndez et Rob W. M. van Soest.